# Yrkesintroduktionsanställningar
Yrkesintroduktionsanställningar är en arbetsmarknadspolitisk åtgärd i Sverige som bygger på lärlingsutbildningar. YA-jobben (yrkesintroduktionsanställningsjobben) går ut på att arbetsgivare som anställer unga personer på ett kombinerat utbildnings- och anställningsavtal får en lönesubvention samt ett handledarstöd av staten, detta då alla arbetsgivare sedan 15 januari 2015 får ett ekonomiskt stöd av staten om de anställer ungdomar i åldern 15 till 24 år. Anställningen ska innehålla minst 15 procent utbildning och lönen ska motsvara minst 75 procent av lägstalönen enligt kollektivavtal i branschen. En vanlig lön kostar idag cirka 21 000 kronor i månaden för arbetsgivaren att ha en anställd. Däremot en yrkesintroduktionsanställning skulle för respektive arbetsgivare kosta cirka 9000 kronor i månaden, men endast om utbildningen/handledningen i överensstämmelse med yrkesintroduktionsavtelet uppgår till 25 procent av arbetstiden. När YA-jobben är helt etablerade i det svenska samhället, uppskattas systemet att ha inkluderat cirka 30 000 ungdomar i Sverige per år. Införandet av yrkesintroduktionsstöd trädde i kraft den 15 januari 2014, då man sedan hösten 2011 utvecklat och jobbat fram en förordning.
Det egentliga syftet med yrkesintroduktionsanställningar är att man i Sverige vill minska den svenska ungdomsarbetslösheten på så sätt att det blir billigare för arbetsgivaren att anställa ungdomar. Detta skulle skapa fler arbeten för ungdomar. När man som ungdom väl fått ett arbete skulle man då också skaffat sig en erfarenhet. Denna erfarenhet resulterar till att ungdomen/individen tagit sig ut på arbetsmarknaden. När du väl kommit ut på arbetsmarknaden är det sen mycket lättare för ungdomarna att erhålla ett arbete.